# Hafida Izem
Hafida Izem (sinh ngày 20 tháng 4 năm 1979) là một vận động viên marathon người Maroc. Cô đại diện cho đất nước của mình tại Thế vận hội mùa hè 2004. Có trụ sở tại Ý, cô chủ yếu tham gia các cuộc đua đường bộ trong nước, đã giành được các cuộc đua marathon ở Bari, Treviso và Naples.

## Tiểu sử
Lựa chọn quốc tế đầu tiên của cô đến tại Đại học 2001, nơi cô cao thứ 17 trên 5000 mét. Cô đã giành chiến thắng tại giải Bari Marathon năm sau. Cô mở đầu năm 2003 với chiến thắng tại cuộc đua marathon Mare Monti và cô đã cải thiện cuộc đua marathon của mình tốt nhất lên 2: 36,18 giờ tại Rome City Marathon, đứng thứ tư. Cô đã giành chiến thắng tại Prato Marathon 2003 vào tháng 9.
Cô đã chạy một nửa marathon tốt nhất để giành danh hiệu tại Cuộc đua marathon nửa Roma-Ostia vào tháng Hai, chiến thắng trong thời gian 1:10:39 giờ. Trong tháng ba, Izem trở thành người chiến thắng những người phụ nữ khai mạc của năm 2004 Treviso Marathon, và chỉ một tuần sau đó, cô chạy tại Hội Chữ thập vô địch Quốc gia Thế giới IAAF 2004, diễn ra 65. Cô đã lập kỷ lục khóa học tại Vivicittà Firenze Half Marathon vào tháng sau. Một cuộc đua marathon hay nhất trong 2:36:02 đã diễn ra tại N Nott Marathon ở Naples và cô đã có được sự lựa chọn để đại diện cho Morocco tại Thế vận hội Athens 2004. Cô đứng thứ 27 trong cuộc đua marathon Olympic ở Hy Lạp.
Izem đã có một thời gian bị bệnh vào năm 2005 nhưng đã trở lại vào năm 2006 để thiết lập thời gian tốt nhất trong sự nghiệp là 2:31:30 giờ tại Frankfurt Marathon, chiếm vị trí thứ ba trên bục vinh quang. Cô đứng thứ năm tại cuộc đua Roma-Ostia năm 2007, nhưng đã giành được những danh hiệu hàng đầu tại Citti di Pistoia Half Marathon một tháng sau đó. Cô ấy cũng chạy tốt nhất trong 20   km (1:09:36) tháng đó, đứng thứ năm tại 20 van Alphen. Cô đã giành chiến thắng trong cuộc đua marathon nửa vòng tròn tại phiên bản 2011 của Casablanca Marathon, sau đó giành giải Half Marathon de Laayoune vào cuối năm.